# Hunga papuana
Hunga papuana är en tvåhjärtbladig växtart som först beskrevs av Baker f., och fick sitt nu gällande namn av Ghillean `Iain' Tolmie Prance. Hunga papuana ingår i släktet Hunga och familjen Chrysobalanaceae. Inga underarter finns listade i Catalogue of Life.